# Équipe de France de rugby à XV à la Coupe du monde 2023
L'équipe de France de rugby à XV participe à la Coupe du monde en 2023, pour la dixième fois en autant d'éditions.

## Préparation de l'évènement

### Deuxième dans le Tournoi
Les Bleus entament leur campagne 2023 par le traditionnel Tournoi des Six Nations, le 5 février,  ils débutent face aux Italiens au stade olympique de Rome. Le XV de France qui est tenant du titre reste sur une série record de 13 victoires consécutives, elle fait figure de favori du Tournoi avec les Irlandais, auteurs également d'une bonne année 2022, et trônant à la première place du classement mondial devant les Bleus.  
Lors de la première journée du tournoi, face aux Italiens, les Bleus subissent l'arbitrage de l' Anglais Matthew Carley dans les rucks, concédant sur tout le match 18 pénalités, un carton jaune et un essai de pénalité. Ils s'imposent finalement de justesse 24 à 29, glanant même un bonus offensif grâce à un essai de Jalibert à la 67e minute,. 
Le samedi suivant, les Bleus concèdent leur première défaite depuis juillet 2021, face aux Irlandais à l'Aviva Stadium, où ils souffrent face à la régularité et la précision des Irlandais, ils ne sont notamment pas assez tranchant sur leur actions et ne parviennent pas à concrétiser, malgré un essai de Penaud (17e), et un drop de Ramos (61e). Les Irlandais mettent ainsi fin à la série de 14 victoires consécutives pour le XV de France, et prennent de la marge face à des concurrent directs, tant au classement mondial qu'à celui du Six Nations,. 
Deux semaines plus tard, les Bleus se rachètent en battant l'Écosse, encore invaincue, à domicile, un essai de Gaël Fickou leur permettent d'arracher le point de bonus offensif sur la sirène,. Les Bleus sont alors quatrièmes, mais avec le même nombre de points que leurs adversaires du jour et que l'Angleterre, leur prochain adversaire. 
Lors de la 4e journée, les Bleus se déplacent à Twickenham, où ils n'ont pas gagné depuis 2007, 2005 dans les Six Nations, et dernière place forte européenne que les Bleus de Galthié n'ont encore jamais prise. Durant ce match, les Bleus déroulent leur jeu, inscrivant pas moins de sept essais, trois joueurs inscrivent des doublés (Flament, Ollivon et Penaud), pour un score final de 53 à 10,. Ce match, maîtrisé de bout en bout, est la plus large victoire des Bleus depuis 2016, (une victoire 52 à 8 contre les Samoa). Il s'agit de la plus lourde défaite subie par les Anglais à domicile et le troisième plus gros revers de toute leur histoire. Dans l"histoire du rugby, c'est la plus large victoire des Bleus à Twickenham, avec le plus grand nombre de points inscrit face aux Anglais. Les Anglais n'avaient jamais encaissés plus de 50 points à Twickenham,. Auteur d'un doublé, Damian Penaud devient le meilleur marqueur d'essais français de l'histoire du Tournoi avec douze essais marqués, devançant Vincent Clerc (onze essais marqués).     
Pour la dernière journée, les Bleus s'imposent largement à Saint-Denis face aux Gallois (41-28), mais restent dépendants du résultat du dernier match entre Irlandais et Anglais pour être fixés sur leur position finale ; ils peuvent en effet encore remporter le tournoi ou finir à la deuxième place,. Toutefois, l'Irlande l'emporte sur le score de 29 à 16 face à l'Angleterre, ils remportent le tournoi en réalisent le Grand Chelem. Les Français se contentent d'une deuxième place, la troisième en quatre ans. Face aux Gallois, Thomas Ramos inscrit 16 points, amenant son total de points marqués durant ce tournoi à 84, il devient ainsi le meilleur réalisateur du tournoi et le meilleur marqueur de point français sur une édition du Tournoi des Six Nations, il dépassent Gérald Merceron qui avait marqué 80 points lors de l'édition de 2002,. Damian Penaud, quant à lui, inscrit un nouveau doublé portant son nombre total d'essais marqué dans cette édition à cinq, il devient par la même, le meilleur marqueur d'essais de l'édition 2023.
| Rang | Nation         | J | V | N | D | Em | Ee | Bo | Bd | Pm  | Pe  | Diff | Pts |
| ---- | -------------- | - | - | - | - | -- | -- | -- | -- | --- | --- | ---- | --- |
| 1    | Irlande        | 5 | 5 | 0 | 0 | 20 | 6  | 4  | 0  | 151 | 72  | +79  | 27  |
| 2    | France T       | 5 | 4 | 0 | 1 | 21 | 14 | 4  | 0  | 174 | 115 | +59  | 20  |
| 3    | Écosse         | 5 | 3 | 0 | 2 | 17 | 12 | 3  | 0  | 118 | 98  | +20  | 15  |
| 4    | Angleterre     | 5 | 2 | 0 | 3 | 13 | 18 | 1  | 1  | 100 | 135 | -35  | 10  |
| 5    | Pays de Galles | 5 | 1 | 0 | 4 | 11 | 19 | 2  | 0  | 84  | 147 | -63  | 6   |
| 6    | Italie         | 5 | 0 | 0 | 5 | 9  | 22 | 0  | 1  | 89  | 149 | -60  | 1   |

- Vainqueur du Tournoi
- T : tenant du titre 2022

### Phase de préparation
| Samedi 5 août 2023 15 h 15 UTC+01:00 | Écosse | 25 - 21 (3-21) | France | Murrayfield Stadium, Édimbourg 56 256 spectateurs Arbitre : Ben O'Keeffe |
| Samedi 5 août 2023 15 h 15 UTC+01:00 | Essai(s) : 3 Graham (44e), Schoeman (53e), Cherry (64e) Transformation(s) : 2 Russell (44e, 54e) Pénalité(s) : 2 Russell (5e, 73e) Carton(s) rouge(s) : 1 Fagerson (51e) |                | Essai(s) : 3 Couilloud (13e), Bielle-Biarrey (25e), Woki (40e+3) Transformation(s) : 3 Jalibert (13e, 25e, 40e+3) | Murrayfield Stadium, Édimbourg 56 256 spectateurs Arbitre : Ben O'Keeffe |
| Samedi 5 août 2023 15 h 15 UTC+01:00 | |                | | Murrayfield Stadium, Édimbourg 56 256 spectateurs Arbitre : Ben O'Keeffe |

| Samedi 12 août 2023 21 h 0 UTC+02:00 | France | 30 - 27 (13 - 10) | Écosse | Stade Geoffroy-Guichard, Saint-Étienne 41 101 spectateurs Arbitre : Nic Berry |
| Samedi 12 août 2023 21 h 0 UTC+02:00 | Essai(s) : 3 Ntamack (32e), Penaud (42e), Ollivon (44e) Transformation(s) : 3 Ramos (32e,42e,44e) Pénalité(s) : 3 Ramos (8e,22e,79e) |                   | Essai(s) : 4 Steyn (5e,73e), van der Merwe (62e), Darge (68e) Transformation(s) : 2 Russell (5e,68e) Pénalité(s) : 1 Russell (11e) Carton(s) jaune(s) : 1 Price (29e) | Stade Geoffroy-Guichard, Saint-Étienne 41 101 spectateurs Arbitre : Nic Berry |
| Samedi 12 août 2023 21 h 0 UTC+02:00 | |                   | | Stade Geoffroy-Guichard, Saint-Étienne 41 101 spectateurs Arbitre : Nic Berry |

| Samedi 19 août 2023 21 h 0 UTC+02:00 | France | 34 - 17 (21 - 10) | Fidji | Stade de la Beaujoire, Nantes Arbitre : Nika Amashukeli |
| Samedi 19 août 2023 21 h 0 UTC+02:00 | Essai(s) : 3 Mauvaka (29e), Atonio (39e), Macalou (59e) Transformation(s) : 2 Jaminet (29e,59e) Pénalité(s) : 5 Jaminet (5e,7e,10e,42e,70e) |                   | Essai(s) : 2 Ikanivere (32e), Radradra (51e) Transformation(s) : 2 Muntz (32e,51e) Pénalité(s) : 1 Muntz (19e) | Stade de la Beaujoire, Nantes Arbitre : Nika Amashukeli |
| Samedi 19 août 2023 21 h 0 UTC+02:00 | |                   | | Stade de la Beaujoire, Nantes Arbitre : Nika Amashukeli |

| Samedi 26 août 2023 17 h 45 UTC+02:00 | France | 41 - 17 (16-5) | Australie | Stade de France, Saint-Denis Arbitre : Luke Pearce |
| Samedi 26 août 2023 17 h 45 UTC+02:00 | Essai(s) : 4 Danty (7e), Penaud (56e,74e), Villière (63e) Transformation(s) : 3 Ramos (8e,57e), Jaminet (75e) Pénalité(s) : 5 Ramos (25e,28e,35e,57e), Jaminet (80e) |                | Essai(s) : 3 Nawaqanitawase (13e), McReight (61e), Vunivalu (78e) Transformation(s) : 1 Gordon (62e) Carton(s) jaune(s) : 1 Vunivalu (52e) | Stade de France, Saint-Denis Arbitre : Luke Pearce |
| Samedi 26 août 2023 17 h 45 UTC+02:00 | |                | | Stade de France, Saint-Denis Arbitre : Luke Pearce |

## Acteurs

### Joueurs retenus

#### Liste définitive
Le 31 août 2023, Fabien Galthié annonce le groupe définitif de 33 joueurs sélectionnés pour la Coupe du Monde (dans le Journal de 13 heures de TF1, diffuseur principal de la compétition en France).
Romain Ntamack, blessé lors du second match de préparation, est le grand absent de cette sélection.
Anthony Jelonch, en phase de reprise après sa blessure dans le Tournoi des Six Nations, et Cyril Baille, blessé et indisponible pour les premiers matchs de la phase de groupe, sont sélectionnés.
Louis Bielle-Biarrey, ailier ou arrière de 20 ans sans sélection avant l'été, est retenu dans le groupe pour disputer la compétition, au détriment d'Ethan Dumortier, titulaire lors des cinq matchs du Tournoi des Six Nations.
Le 1er septembre, Paul Willemse, blessé à une cuisse, déclare forfait pour la compétition. Il est remplacé dans le groupe par Bastien Chalureau.

#### Avants
| Nom                      | Naissance et âge  | Sélections (Pts marqués) | Club                  | Année de 1re sélection |
| Piliers                  | Piliers           | Piliers                  | Piliers               | Piliers                |
| ------------------------ | ----------------- | ------------------------ | --------------------- | ---------------------- |
| Dorian Aldegheri         | 4 août 1993       | 10 (0)                   | Stade toulousain      | 2019                   |
| Uini Atonio              | 26 mars 1990      | 52 (10)                  | Stade rochelais       | 2014                   |
| Cyril Baille             | 15 septembre 1993 | 44 (15)                  | Stade toulousain      | 2016                   |
| Sipili Falatea           | 6 juin 1997       | 13 (5)                   | Union Bordeaux Bègles | 2021                   |
| Jean-Baptiste Gros       | 29 mai 1999       | 23 (0)                   | RC Toulon             | 2020                   |
| Reda Wardi               | 2 août 1995       | 8 (0)                    | Stade rochelais       | 2022                   |
| Talonneurs               |                   |                          |                       |                        |
| Pierre Bourgarit         | 12 septembre 1997 | 9 (5)                    | Stade rochelais       | 2018                   |
| Julien Marchand          | 10 mai 1995       | 30 (5)                   | Stade toulousain      | 2018                   |
| Peato Mauvaka            | 10 janvier 1997   | 22 (25)                  | Stade toulousain      | 2019                   |
| Deuxièmes lignes         |                   |                          |                       |                        |
| Thibaud Flament          | 29 avril 1997     | 17 (20)                  | Stade toulousain      | 2021                   |
| Romain Taofifénua        | 14 septembre 1990 | 43 (10)                  | Lyon OU               | 2012                   |
| Bastien Chalureau        | 13 février 1992   | 6 (0)                    | Montpellier HR        | 2022                   |
| Cameron Woki             | 7 novembre 1998   | 21 (10)                  | Racing 92             | 2020                   |
| Troisièmes lignes aile   |                   |                          |                       |                        |
| Paul Boudehent           | 21 novembre 1999  | 2 (0)                    | Stade rochelais       | 2023                   |
| François Cros            | 25 mars 1994      | 20 (5)                   | Stade toulousain      | 2019                   |
| Anthony Jelonch          | 28 juillet 1996   | 25 (15)                  | Stade toulousain      | 2017                   |
| Sekou Macalou            | 20 avril 1995     | 18 (5)                   | Stade français        | 2017                   |
| Charles Ollivon          | 11 mai 1993       | 34 (65)                  | RC Toulon             | 2014                   |
| Troisièmes lignes centre |                   |                          |                       |                        |
| Grégory Alldritt         | 23 mars 1997      | 40 (20)                  | Stade rochelais       | 2019                   |

- L'âge est calculé au début de la compétition, le 8 septembre 2023.

#### Arrières
| Nom                  | Naissance et âge  | Sélections (Pts marqués) | Club                  | Année de 1re sélection |
| Demis de mêlée       | Demis de mêlée    | Demis de mêlée           | Demis de mêlée        | Demis de mêlée         |
| -------------------- | ----------------- | ------------------------ | --------------------- | ---------------------- |
| Baptiste Couilloud   | 22 juillet 1997   | 12 (15)                  | Lyon OU               | 2018                   |
| Antoine Dupont       | 15 novembre 1996  | 48 (60)                  | Stade toulousain      | 2017                   |
| Maxime Lucu          | 12 janvier 1993   | 14 (5)                   | Union Bordeaux Bègles | 2021                   |
| Demis d'ouverture    |                   |                          |                       |                        |
| Antoine Hastoy       | 4 juin 1997       | 3 (0)                    | Stade rochelais       | 2021                   |
| Matthieu Jalibert    | 6 novembre 1998   | 24 (84)                  | Union Bordeaux Bègles | 2018                   |
| Centres              |                   |                          |                       |                        |
| Jonathan Danty       | 7 octobre 1992    | 21 (15)                  | Stade rochelais       | 2016                   |
| Gaël Fickou          | 26 mars 1994      | 80 (70)                  | Racing 92             | 2013                   |
| Yoram Moefana        | 18 juillet 2000   | 17 (10)                  | Union Bordeaux Bègles | 2020                   |
| Arthur Vincent       | 30 septembre 1999 | 15 (5)                   | Montpellier HR        | 2020                   |
| Ailiers              |                   |                          |                       |                        |
| Louis Bielle-Biarrey | 19 juin 2003      | 2 (5)                    | Union Bordeaux Bègles | 2023                   |
| Damian Penaud        | 25 septembre 1996 | 43 (130)                 | Union Bordeaux Bègles | 2017                   |
| Gabin Villière       | 13 décembre 1995  | 13 (30)                  | RC Toulon             | 2020                   |
| Arrières             |                   |                          |                       |                        |
| Melvyn Jaminet       | 30 juin 1999      | 14 (160)                 | Stade toulousain      | 2021                   |
| Thomas Ramos         | 23 juillet 1995   | 26 (179)                 | Stade toulousain      | 2019                   |

- L'âge est calculé au début de la compétition, le 8 septembre 2023.

### Encadrement
L'équipe de France est dirigée par deux anciens capitaines, Fabien Galthié et Raphaël Ibañez, respectivement sélectionneur et manager.
Ils sont entourés de quatre entraîneurs : William Servat et Karim Ghezal, co-entraîneurs de la conquête, Laurent Labit, entraîneur des trois-quarts, et l'anglais Shaun Edwards, responsable de la défense.
Thibault Giroud est le directeur de la performance. Il est secondé par Nicolas Jeanjean, préparateur physique et ancien international français.
Jérôme Garcès, arbitre français qui a notamment arbitré la finale de Coupe du monde 2019, est également membre de l'encadrement.
Le staff est composé de :
- Manager : Raphaël Ibañez
- Sélectionneur - entraîneur : Fabien Galthié
- Entraîneurs adjoint : William Servat et Karim Ghezal (conquête), Laurent Labit (attaque), Shaun Edwards (défense)
- Directeur de la performance : Thibault Giroud
- Préparateurs physique : Nicolas Jeanjean et Manu Plaza
- Responsable de l'analyse : Nicolas Buffa
- Arbitre : Jérôme Garcès

## Compétition

### Phase de poule
| Rang | Pays             | J | V | N | D | Bo | Bd | Pm  | Pe  | Diff | Pts |
| ---- | ---------------- | - | - | - | - | -- | -- | --- | --- | ---- | --- |
| 1    | France           | 4 | 4 | 0 | 0 | 2  | 0  | 210 | 32  | +178 | 18  |
| 2    | Nouvelle-Zélande | 4 | 3 | 0 | 1 | 3  | 0  | 253 | 47  | +206 | 15  |
| 3    | Italie           | 4 | 2 | 0 | 2 | 2  | 0  | 114 | 181 | -67  | 10  |
| 4    | Uruguay          | 4 | 1 | 0 | 3 | 1  | 0  | 65  | 164 | -99  | 5   |
| 5    | Namibie          | 4 | 0 | 0 | 4 | 0  | 0  | 37  | 255 | -218 | 0   |

| Vendredi 8 septembre 2023 21 h 15 UTC+02:00 | France | 27 - 13 (9 - 8) | Nouvelle-Zélande                                                                               | Stade de France, Saint-Denis Arbitre : Jaco Peyper |
| Vendredi 8 septembre 2023 21 h 15 UTC+02:00 | Essai(s) : 2 Penaud (55e), Jaminet (78e) Transformation(s) : 1 Ramos (57e) Pénalité(s) : 5 Ramos (5e, 20e, 29e, 65e, 74e) |                 | Essai(s) : 2 Telea (2e, 43e) Pénalité(s) : 1 Mo'unga (25e) Carton(s) jaune(s) : 1 Jordan (58e) | Stade de France, Saint-Denis Arbitre : Jaco Peyper |
| Vendredi 8 septembre 2023 21 h 15 UTC+02:00 | |                 |                                                                                                | Stade de France, Saint-Denis Arbitre : Jaco Peyper |

| Jeudi 14 septembre 2023 21 h 0 UTC+02:00 | France | 27 - 12 (13 - 5) | Uruguay                                                                       | Stade Pierre-Mauroy, Villeneuve-d'Ascq Arbitre : Ben O'Keeffe |
| Jeudi 14 septembre 2023 21 h 0 UTC+02:00 | Essai(s) : 3 Hastoy (11e), Mauvaka (55e), Bielle-Biarrey (73e) Transformation(s) : 3 Jaminet (12e, 56e, 74e) Pénalité(s) : 2 Jaminet (4e, 15e) |                  | Essai(s) : 2 Freitas (6e), Amaya (53e) Transformation(s) : 1 Etcheverry (54e) | Stade Pierre-Mauroy, Villeneuve-d'Ascq Arbitre : Ben O'Keeffe |
| Jeudi 14 septembre 2023 21 h 0 UTC+02:00 | |                  |                                                                               | Stade Pierre-Mauroy, Villeneuve-d'Ascq Arbitre : Ben O'Keeffe |

| 21 septembre 2023 21 h 0 UTC+02:00 | France | 96 - 0 (54 - 0) | Namibie                                                                 | Stade Vélodrome, Marseille Arbitre : Matthew Carley |
| 21 septembre 2023 21 h 0 UTC+02:00 | Essai(s) : 14 Penaud (6e, 21e, 55e), Danty (10e, 27e), Ollivon (18e, 68e), Flament (34e), Dupont (38e), Bielle-Biarrey (40e, 64e), Couilloud (47e), Jaminet (76e), de pénalité (79e) Transformation(s) : 13 Ramos (10e, 18e, 21e, 27e, 34e, 38e, 40e, 47e, 55e, 64e, 68e, 76e), de pénalité (79e) | Rapport         | Carton(s) jaune(s) : 1 Benade (79e) Carton(s) rouge(s) : 1 Deysel (45e) | Stade Vélodrome, Marseille Arbitre : Matthew Carley |
| 21 septembre 2023 21 h 0 UTC+02:00 | | Rapport         |                                                                         | Stade Vélodrome, Marseille Arbitre : Matthew Carley |

| 6 octobre 2023 21 h 0 UTC+02:00 | France | 60 - 7 (31 - 0) | Italie                                                       | Parc Olympique lyonnais, Décines-Charpieu Arbitre : Karl Dickson |
| 6 octobre 2023 21 h 0 UTC+02:00 | Essai(s) : 8 Penaud (2e, 38e), Bielle-Biarrey (13e), Ramos (22e), Jalibert (47e), Mauvaka (54e), Moefana (64e, 75e) Transformation(s) : 7 Ramos (3e, 14e, 24e, 39e, 49e, 55e), Jaminet (65e) Pénalité(s) : 2 Ramos (7e), Jaminet (80e) |                 | Essai(s) : 1 Zuliani (71e) Transformation(s) : 1 Allan (72e) | Parc Olympique lyonnais, Décines-Charpieu Arbitre : Karl Dickson |
| 6 octobre 2023 21 h 0 UTC+02:00 | |                 |                                                              | Parc Olympique lyonnais, Décines-Charpieu Arbitre : Karl Dickson |

### Phase finale
| Quart de finale 15 octobre 2023 21 h CEST | France | 28 - 29 (22 - 19) | Afrique du Sud | Stade de France, Saint-Denis Arbitre : Ben O'Keeffe |
| Quart de finale 15 octobre 2023 21 h CEST | Essai(s) : 3 Baille (5e, 31e), Mauvaka (21e) Transformation(s) : 2 Ramos (5e, 31e) Pénalité(s) : 3 (40e, 53e, 72e) | Rapport           | Essai(s) : 4 Arendse (8e), de Allende (18e), Kolbe (26e), Eben Etzebeth (66e) Transformation(s) : 3 Libbok (8e, 26e, 66e) Pénalité(s) : 1 Pollard (68e) | Stade de France, Saint-Denis Arbitre : Ben O'Keeffe |
| Quart de finale 15 octobre 2023 21 h CEST | | Rapport           | | Stade de France, Saint-Denis Arbitre : Ben O'Keeffe |

## Statistiques

### Temps de jeu
| Rang | Joueur               | Poste                  | Total   | Nouvelle-Zélande | Uruguay   | Namibie   | Italie    | Afrique du Sud |
| ---- | -------------------- | ---------------------- | ------- | ---------------- | --------- | --------- | --------- | -------------- |
| 1    | Damian Penaud        | Ailier                 | 320 min | 80 min           | -         | 80 min    | 80 min    | 80 min         |
| -    | Louis Bielle-Biarrey | Ailier                 | 320 min | -                | 80 min    | 80 min    | 80 min    | 80 min         |
| 3    | Cameron Woki         | Deuxième ligne         | 315 min | 49 min           | 58 min    | 48 min    | 80 min    | 80 min         |
| 4    | Gaël Fickou          | Centre                 | 301 min | 80 min           | -         | 80 min    | 61 min    | 80 min         |
| 5    | Thomas Ramos         | Arrière                | 297 min | 76 min           | -         | 80 min    | 61 min    | 80 min         |
| 6    | Charles Ollivon      | Troisième ligne aile   | 295 min | 80 min           | -         | 80 min    | 55 min () | 80 min         |
| 7    | Matthieu Jalibert    | Demi d'ouverture       | 287 min | 80 min           | -         | 54 min    | 80 min    | 73 min         |
| 8    | Thibaud Flament      | Deuxième ligne         | 277 min | 80 min           | 22 min    | 80 min    | 45 min    | 50 min         |
| 9    | Peato Mauvaka        | Talonneur              | 271 min | 68 min           | 30 min    | 54 min    | 55 min    | 64 min         |
| 10   | Jonathan Danty       | Centre                 | 240 min | -                | -         | 80 min    | 80 min    | 80 min         |
| 11   | Anthony Jelonch      | Troisième ligne centre | 235 min | -                | 50 min () | 54 min    | 80 min    | 51 min         |
| 12   | Grégory Alldritt     | Troisième ligne centre | 229 min | 80 min           | -         | -         | 80 min    | 69 min         |
| 13   | François Cros        | Troisième ligne aile   | 227 min | 63 min           | 30 min    | 80 min    | 25 min    | 29 min         |
| 14   | Antoine Dupont       | Demi de mêlée          | 202 min | 76 min ()        | -         | 46 min () | -         | 80 min ()      |
| 15   | Uini Atonio          | Pilier                 | 196 min | 53 min           | -         | 40 min    | 45 min    | 58 min         |
| 16   | Romain Taofifénua    | Deuxième ligne         | 186 min | 31 min           | 50 min    | 40 min    | 35 min    | 30 min         |
| 17   | Yoram Moefana        | Centre                 | 179 min | 58 min           | 80 min    | 15 min    | 19 min    | 7 min          |
| 18   | Reda Wardi           | Pilier                 | 178 min | 53 min           | 30 min    | 40 min    | 25 min    | 30 min         |
| 19   | Dorian Aldegheri     | Pilier                 | 174 min | 27 min           | 50 min    | 40 min    | 35 min    | 22 min         |
| 20   | Gabin Villière       | Ailier                 | 160 min | 80 min           | 80 min    | -         | -         | -              |
| 21   | Cyril Baille         | Pilier                 | 145 min | -                | -         | 40 min    | 55 min    | 50 min         |
| 22   | Melvyn Jaminet       | Arrière                | 129 min | 4 min            | 80 min    | 26 min    | 19 min    | -              |
| 23   | Maxime Lucu          | Demi de mêlée          | 123 min | 4 min            | 64 min    | -         | 55 min    | -              |
| 24   | Pierre Bourgarit     | Talonneur              | 117 min | -                | 50 min    | 26 min    | 25 min    | 16 min         |
| 25   | Arthur Vincent       | Centre                 | 102 min | 22 min           | 80 min    | -         | -         | -              |
| 26   | Paul Boudehent       | Troisième ligne aile   | 100 min | 17 min           | 80 min    | 3 min     | -         | -              |
| 27   | Sekou Macalou        | Troisième ligne aile   | 91 min  | -                | 80 min    | -         | -         | 11 min         |
| 28   | Antoine Hastoy       | Demi d'ouverture       | 80 min  | -                | 80 min    | -         | -         | -              |
| 29   | Jean-Baptiste Gros   | Pilier                 | 77 min  | 27 min           | 50 min    | -         | -         | -              |
| 30   | Baptiste Couilloud   | Demi de mêlée          | 75 min  | -                | 16 min    | 34 min    | 25 min    | -              |
| 31   | Bastien Chalureau    | Deuxième ligne         | 30 min  | -                | 30 min    | -         | -         | -              |
| -    | Sipili Falatea       | Pilier                 | 30 min  | -                | 30 min    | -         | -         | -              |
| 33   | Julien Marchand      | Talonneur              | 12 min  | 12 min           | -         | -         | -         | -              |

### Meilleurs réalisateurs

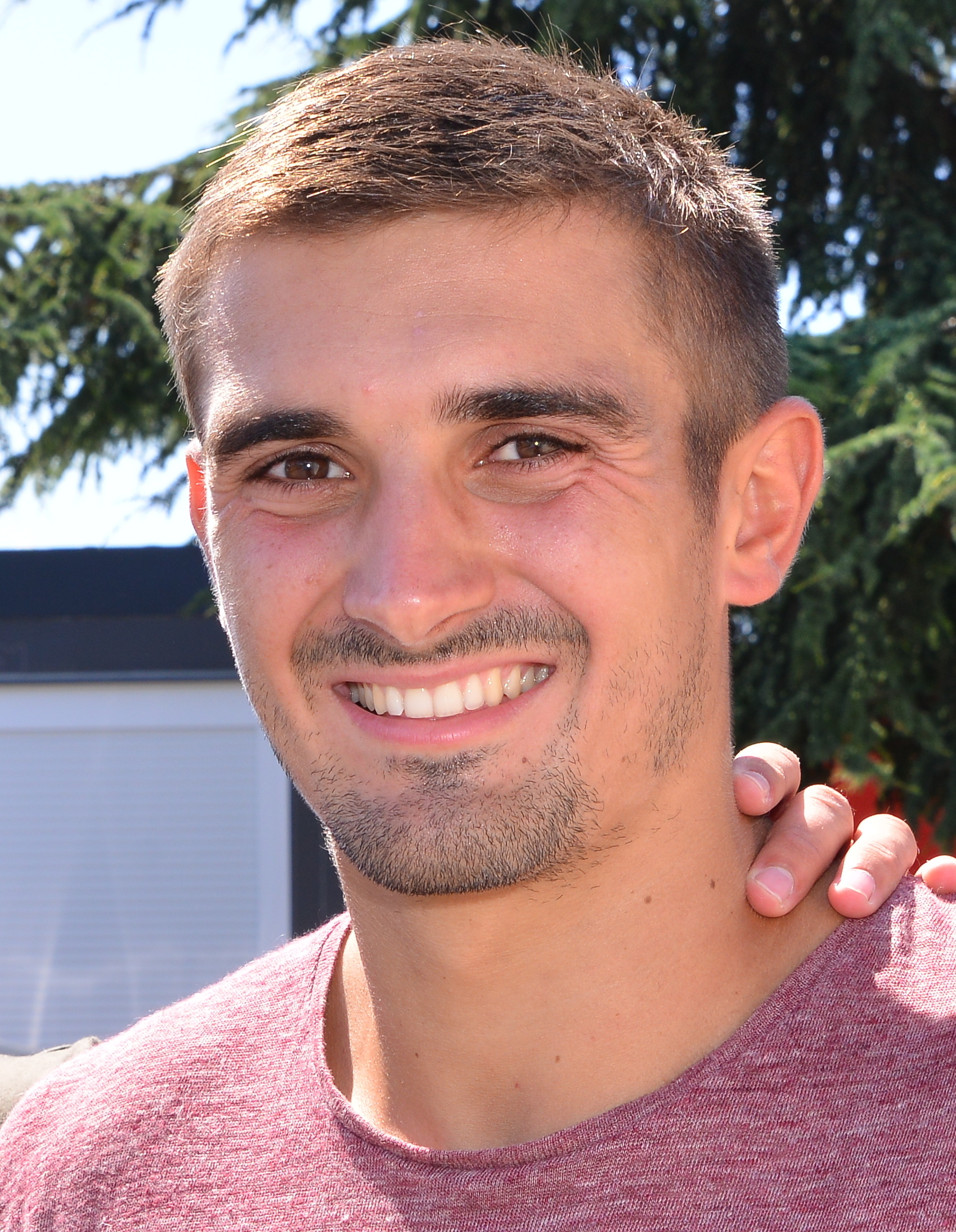
Thomas Ramos

| Rang | Joueur         | Poste   | Points | Essais | Transf. | Pén. | Drops |
| ---- | -------------- | ------- | ------ | ------ | ------- | ---- | ----- |
| 1    | Thomas Ramos   | Arrière | 74     | 1      | 21      | 9    | 0     |
| 2    | Damian Penaud  | Ailier  | 30     | 6      | 0       | 0    | 0     |
| 3    | Melvyn Jaminet | Arrière | 27     | 2      | 4       | 3    | 0     |

### Meilleurs marqueurs

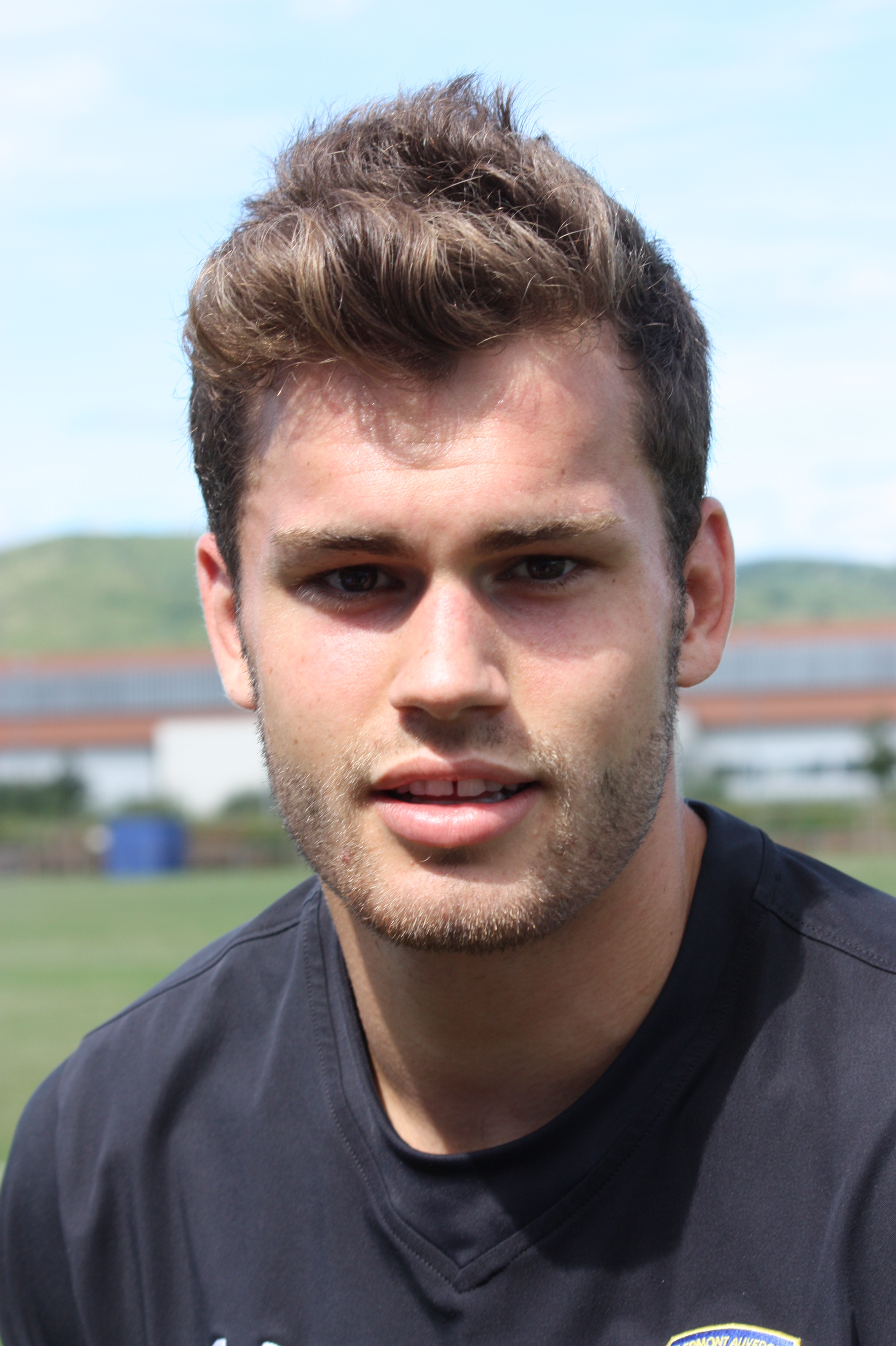
Damian Penaud
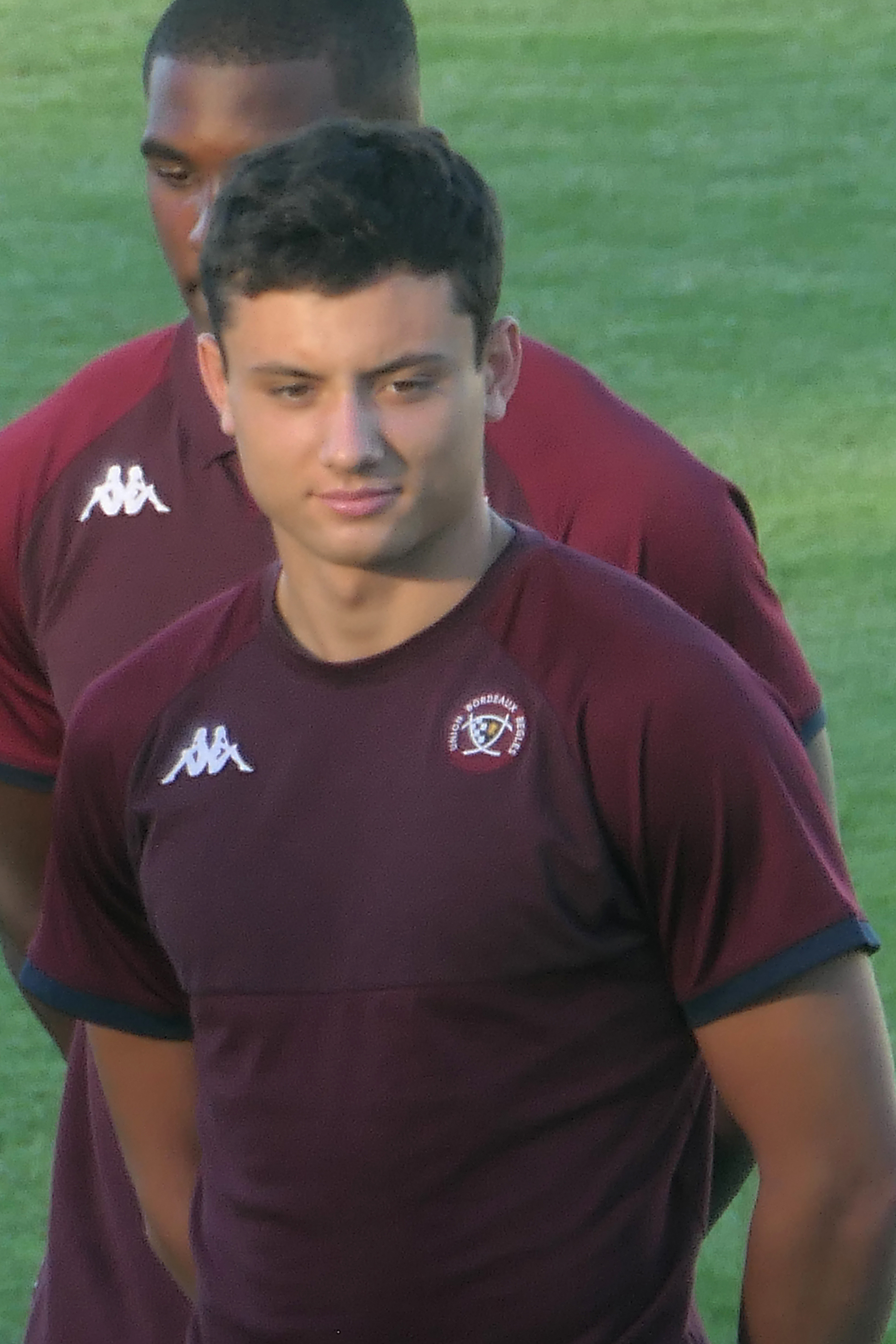
Louis Bielle-Biarrey

| Rang | Joueur               | Poste                | Essais |
| ---- | -------------------- | -------------------- | ------ |
| 1    | Damian Penaud        | Ailier               | 6      |
| 2    | Louis Bielle-Biarrey | Ailier               | 4      |
| 3    | Peato Mauvaka        | Talonneur            | 3      |
| 4    | Jonathan Danty       | Centre               | 2      |
| -    | Charles Ollivon      | Troisième ligne aile | 2      |
| -    | Melvyn Jaminet       | Arrière              | 2      |
| -    | Yoram Moefana        | Centre               | 2      |
| -    | Cyril Baille         | Pilier               | 2      |
| 9    | Antoine Hastoy       | Demi d'ouverture     | 1      |
| -    | Thibaud Flament      | Deuxième ligne       | 1      |
| -    | Antoine Dupont       | Demi de mêlée        | 1      |
| -    | Baptiste Couilloud   | Demi de mêlée        | 1      |
| -    | Thomas Ramos         | Arrière              | 1      |
| -    | Matthieu Jalibert    | Demi d'ouverture     | 1      |

## Audiences
| Match           | Adversaire       | Date et heure française             | Audiences                         | Part de marché | Chaîne   | Réf.   |
| --------------- | ---------------- | ----------------------------------- | --------------------------------- | -------------- | -------- | ------ |
| Groupe A        | Nouvelle-Zélande | Vendredi 8 septembre 2023 à 21 h 15 | 15,4 millions de téléspectateurs  | 64,5 %         | TF1      | [ 24 ] |
| Groupe A        | Uruguay          | Jeudi 14 septembre 2023 à 21 h      | 11,78 millions de téléspectateurs | 52,7 %         | TF1      | [ 25 ] |
| Groupe A        | Namibie          | Jeudi 21 septembre 2023 à 21 h      | 10,72 millions de téléspectateurs | 47,6 %         | France 2 | [ 26 ] |
| Groupe A        | Italie           | Vendredi 6 octobre 2023 à 21 h      | 13,01 millions de téléspectateurs | 56,2 %         | TF1      | [ 27 ] |
| Quart de finale | Afrique du Sud   | Dimanche 15 octobre 2023 à 21 h     | 16,5 millions de téléspectateurs  | 62,1 %         | TF1      | [ 28 ] |